# Denis Simani
Denis Simani (* 13. Oktober 1991 in St. Gallen) ist ein albanisch-schweizerischer Fussballspieler.

## Karriere
Simani begann seine Karriere beim FC Gossau, bei dem er zur Saison 2009/10 in die erste Mannschaft befördert wurde. Sein Debüt in der Challenge League, der zweithöchsten Schweizer Spielklasse, gab er am 29. November 2009 (14. Spieltag) beim 2:3 gegen den FC Le Mont-sur-Lausanne, als er in der 90+2. Minute für Blerim Ibrahimi eingewechselt wurde. Bis Saisonende kam er zu zehn Einsätzen, mit der Mannschaft wurde er in der Abschlusstabelle Letzter und stieg ab. Zur Spielzeit 2010/11 wechselte Simani in die zweite Mannschaft des Grasshopper Club Zürich. Bis zum Ende der Saison kam er zu 23 Einsätzen in der 1. Liga, der damals dritthöchsten Schweizer Spielklasse, wobei er ein Tor erzielte.
Zur folgenden Saison wurde er an den Zweitligisten SC Brühl St. Gallen verliehen, für den er 2011/12 in 21 Spielen im Einsatz war, in denen er ein Tor erzielte.
Nach Leihende wechselte der Abwehrspieler fest in die zweite Mannschaft des FC Basel. Sein Debüt in der neu eingeführten 1. Liga Promotion, nun die dritthöchste Schweizer Spielklasse, gab er am 8. August 2012 (1. Spieltag) gegen den SR Delémont. Bis Saisonende absolvierte er 22 Spiele (1. Tor) für den FCB.
Zur Spielzeit 2013/14 schloss er sich dem FC Rapperswil-Jona an. Nach 21 Spielen (1 Tor) in der 1. Liga, nun die vierthöchste Liga der Schweiz, stieg er mit dem Verein nach dem Play-off in die Promotion League auf.
Zur folgenden Spielzeit kehrte Simani erneut auf Leihbasis zum SC Brühl St. Gallen zurück. Für die St. Galler machte er 26 Spiele in der Promotion League, wobei er zwei Tore erzielte. Die Saison beendete man auf dem 13. Platz.
Nach Leihende und der Rückkehr zum FC Rapperswil-Jona absolvierte er 2015/16 24 Spiele (5 Tore) in der dritten Schweizer Liga. 2016/17 folgten 28 Spiele (2 Tore) und der Verein stieg als Meister in die Challenge League auf. In der folgenden Spielzeit absolvierte er 34 Spiele (3 Tore) und verpasste lediglich zwei Spiele aufgrund einer Gelbsperre. Die Saison beendete man als Fünfter. Auch im Schweizer Cup war Simani gesetzt und kam in allen drei Spielen bis zum Aus im Achtelfinale gegen den FC Basel zum Einsatz.
2018/19 kam er zu 33 Spielen und 3 Toren, bevor der FC Rapperswil-Jona mit einem Punkt Rückstand auf den Vorletzten FC Chiasso in die Promotion League absteigen musste. Im Schweizer Cup kam der Verein erneut bis ins Achtelfinale, wo man sich dem SC Kriens mit 1:4 geschlagen geben musste. Simani war erneut in allen drei Spielen über die volle Spielzeit im Einsatz.
Zur Spielzeit 2019/20 wechselte er zum liechtensteinischen Hauptstadtklub FC Vaduz. Für den FCV absolvierte er in seiner Premierensaison 32 Spiele in der Challenge League, in denen er sechs Tore schoss. Als Barragesieger gegen den FC Thun stieg er in die Super League auf. Zudem war Simani in fünf UEFA-Europa-League-Qualifikationsspielen auf dem Platz, schlussendlich scheiterte der FC Vaduz am deutschen Verein Eintracht Frankfurt in der 3. Runde. 
Sein Debüt in der höchsten Schweizer Spielklasse gab Simani am 20. September 2020 beim 2:2 gegen den FC Basel, als er in der Startelf stand. In der Winterpause 2021/22 folgte dann sein Wechsel weiter zum Erstligisten FC Luzern. Im Sommer 2024 kehrte Simani zurück zum FC Vaduz.